# Sean Bergin

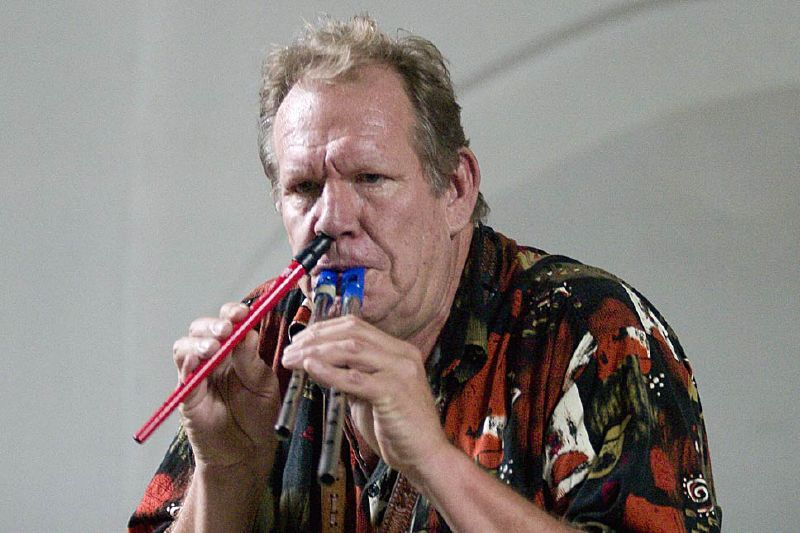
Sean Bergin

Sean Bergin (* 29. Juni 1948 in Durban, Südafrika; † 1. September 2012 in Amsterdam) war ein südafrikanischer Jazzmusiker, der in den Niederlanden lebte.

## Leben und Wirken
Bergins musikalische Karriere als Saxophonist und Flötist begann als Jugendlicher im Blue Note Club in Durban, wo schwarze und weiße Musiker (nach den rassistischen Bestimmungen der Apartheid illegal) gemeinsam auftraten. Sein Spiel wurde entscheidend geprägt von Musikern wie Pat Matshikiza und Dick Khosa. In Kapstadt trat er später mit Winston Mankunku Ngozi auf. Andererseits spielte er um 1970 psychedelischen Underground-Rock in der Gruppe Abstract Truth, mit der er zwei Platten aufnahm.
1973 emigrierte Bergin nach London, wo er unter anderem mit Dudu Pukwana und Chris McGregor arbeitete. Nach einem Aufenthalt in den USA ließ er sich 1976 in Amsterdam nieder, wo er einerseits mit dem Musikclown Jango Edwards arbeitete, bald aber auch zum inneren Kreis der Bimhuis-Szene zählte. Sein Bandprojekt M. O. B. mit Tobias Delius, Mary Oliver, Wolter Wierbos, Alex Maguire, Franky Douglas, Ernst Glerum und Han Bennink startete er 1986. Diese Gruppe erweiterte er 2005 um die Sänger Phil Minton, Mola Sylla und Maggie Nicols. Mit den Musikern seines Projektes Nansika widmet er sich dem südafrikanischen Jazz.
Daneben war er aber auch in Ensembles wie dem Trio San Francisco (mit Delius und dem italienischen Holzbläser Daniele D’Agaro), Viva La Black von Louis Moholo, der Andaband, dem Quartett von Mal Waldron mit Jean-Jacques Avenel und John Betsch, der Band von J. C. Tans, sowie in Formationen um Tristan Honsinger, dem ICP-Orchestra und der Kwelagruppe Lebombo aktiv. Als Studiomusiker hat er unter anderem mit Miriam Makeba und Monica Akihary gearbeitet. 1994 war er Mitglied im Dedication Orchestra. Die Sängerin Una Bergin ist seine Tochter.
Er starb 2012 nach längerer Krankheit.

## Auszeichnung
2001 erhielt Bergin die renommierteste Jazz-Auszeichnung der Niederlande, den VPRO/Boy-Edgar-Preis.

## Diskographie (Auswahl)
- Kids Mysteries (Nimbus Records)
- Live at the BIMhouse (BV Haast)
- Copy Cat (BV Haast)
- MOB Mobiel (Data Records)
- Nansika (Data Records)
- Song Mob: Fat Fish (Data Records)